# Лян Чун
Лян Чун (кит. трад. 梁充; нар. 29 січня 1980, Гуанчжоу) – китайський шахіст, гросмейстер від 2004 року.

## Шахова кар'єра
У 1994, 1996 і 1997 роках тричі брав участь у чемпіонаті світу серед юніорів, найкращий результат показавши 1997 року в Єревані, де на ЧС до 18 років поділив 4-7-ме місце. Представляв Китай на командному чемпіонаті Азії (у команді "B", Шеньян 1999 – 6-те місце), шаховій олімпіаді (Стамбул, 2000 – 9-те місце) і командному чемпіонаті світу (Беер-Шева 2005 – срібна медаль).
Гросмейстерські норми виконав у роках: 1996 (Пекін, турнір S. T. Lee Cup Open), 2001 (Ханьдань, зональний турнір) і 2003 (Тяньцзінь, командний чемпіонат Китаю). Двічі брав участь у чемпіонатах світу ФІДЕ, які проходили за олімпійською системою, в обох випадках зазнавши поразки в раунді, 1999 року від Горана Диздара, а 2001 року від Олександра Мотильова. 2008 року посів 7-ме місце на чемпіонаті світу серед студентів, який відбувся в Новокузнецьку.
Найвищий рейтинг Ело в кар'єрі мав станом на 1 жовтня 2000 року, досягнувши 2588 очок займав тоді 6-те місце серед китайських шахістів.

## Зміни рейтингу
| На цьому місці має відображатися графік чи діаграма, однак з технічних причин його відображення наразі вимкнено. Будь ласка, не видаляйте код, який викликає це повідомлення. Розробники вже працюють для того, щоби відновити штатне функціонування цього графіка або діаграми. | |
| | На цьому місці має відображатися графік чи діаграма, однак з технічних причин його відображення наразі вимкнено. Будь ласка, не видаляйте код, який викликає це повідомлення. Розробники вже працюють для того, щоби відновити штатне функціонування цього графіка або діаграми. |